# Chudžand
Chudžand (tádžicky: Хуҷанд, خجند; rusky: Худжанд), dříve Chodžend, Leninabad nebo také Alexandria Eschaté, je druhé největší město v Tádžikistánu a hlavní město nejsevernější provincie Sogdijský vilájet. Chudžand je jedno z nejstarších měst ve střední Asii, vzniklé před asi 2 500 lety. Leží na řece Syrdarja v ústí Ferganské kotliny a bývalo jedním z velkých měst na Hedvábné stezce.

## Demografie
V roce 2009 ve městě žilo 155 400 obyvatel, což je o 4 600 méně, než v roce 1989. V roce 2014 bylo však napočítáno 169 700 obyvatel, což znamená, že se počet začíná zvětšovat. V Chudžanské aglomeraci žije 584 400 lidí. Obyvatelé jsou z 92 % Tádžikové, ze 4 % Uzbekové a ze 3 % Rusové.

## Partnerská města
- Buchara, Uzbekistán
- Lincoln, Spojené státy americké
- Níšápúr, Írán
- Orenburg, Rusko
- Samarkand, Uzbekistán
- Šymkent, Kazachstán
- Tabríz, Írán

## Galerie

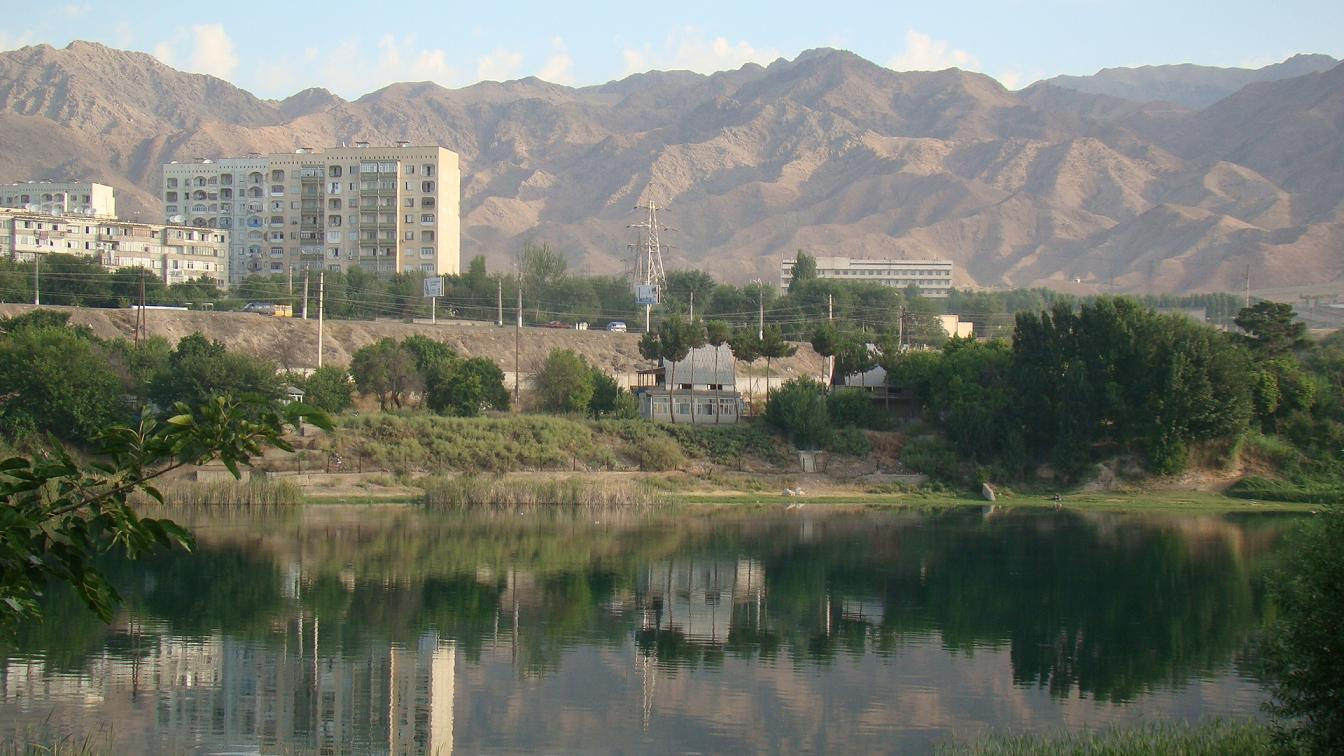
Pohled přes řeku Syrdarja
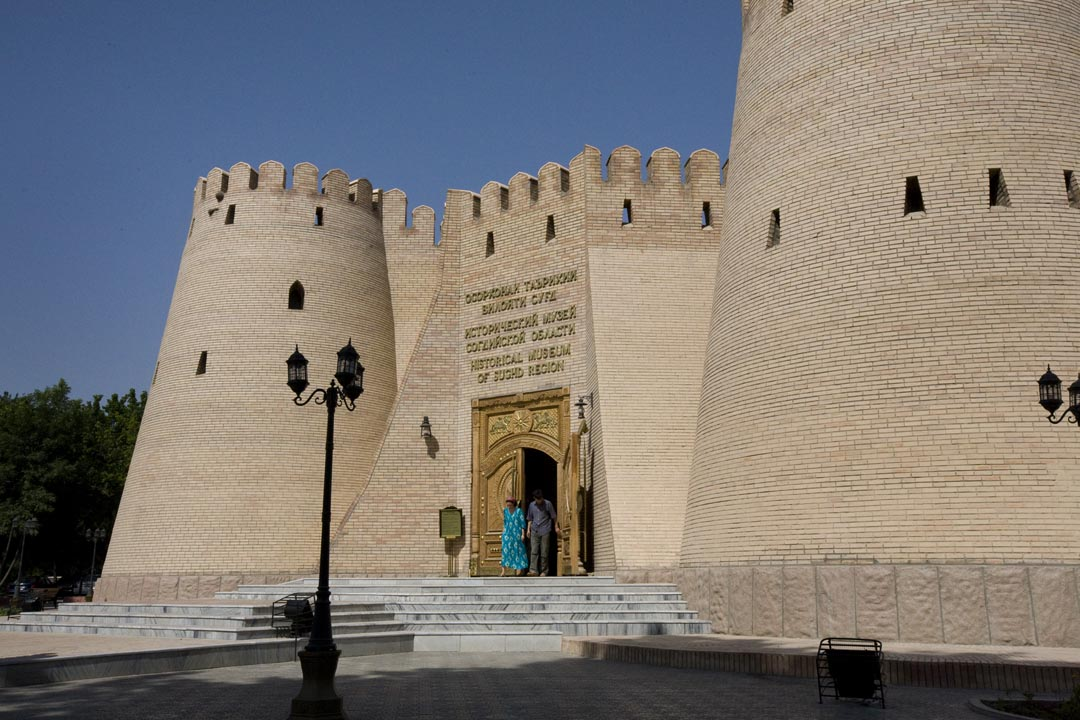
Historické muzeum
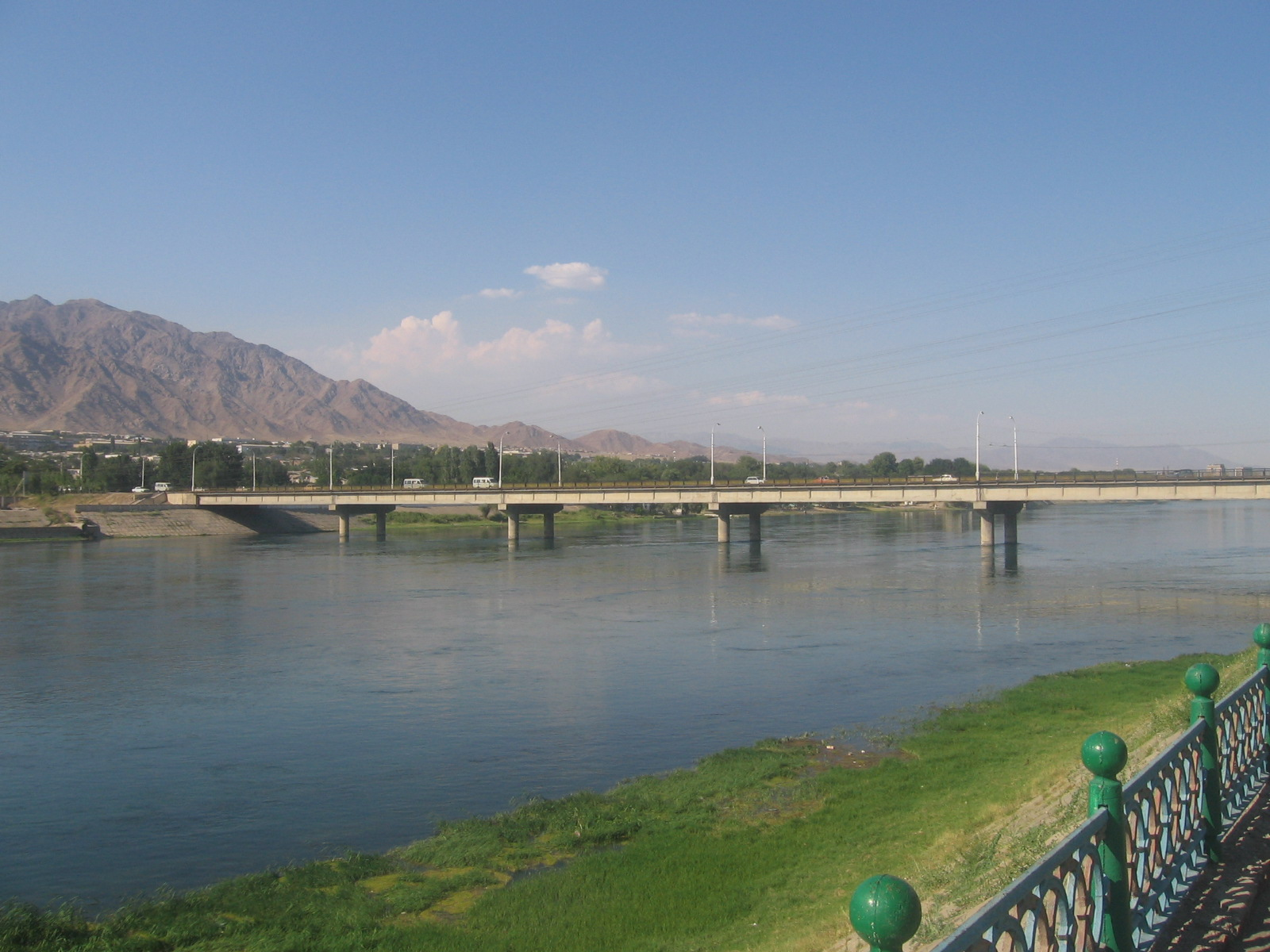
Most přes řeku
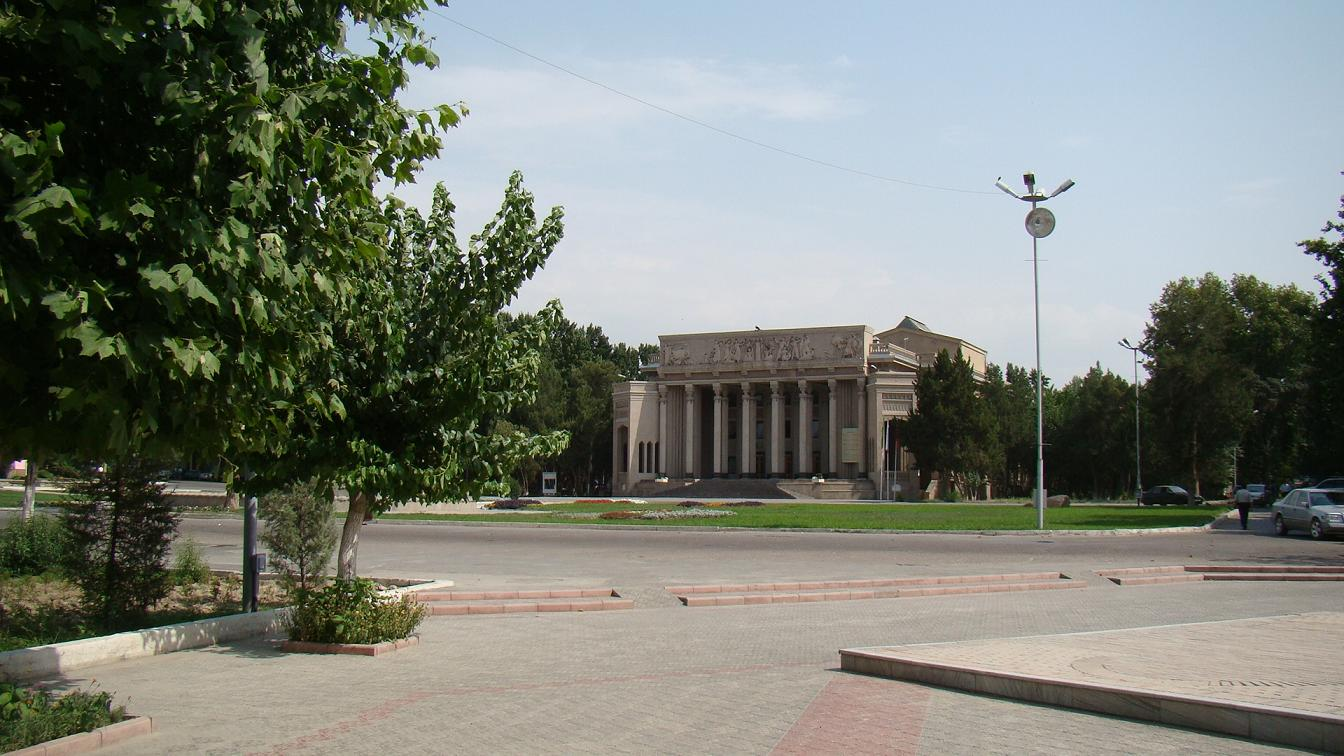
Hudební divadlo